# John Møller
John Ludvig Møller-Larsen (ur. 9 stycznia 1866 w Nes, zm. 15 stycznia 1935 w Oslo) – norweski strzelec, medalista Olimpiady Letniej 1906.
Uczestniczył w Olimpiadze Letniej 1906, podczas której wziął udział w czterech konkurencjach. Został srebrnym medalistą w drużynowym strzelaniu z karabinu dowolnego w trzech postawach z 300 m, uzyskując przedostatni rezultat w zespole norweskim (skład zespołu: Julius Braathe, Albert Helgerud, Ole Holm, John Møller, Gudbrand Skatteboe). Zajął także m.in. 4. miejsce w strzelaniu z karabinu wojskowego Gras z 200 m.

## Wyniki

### Olimpiada Letnia 1906
| Zawody     | Konkurencja                                                  | Wynik                                         | Miejsce | Źródło |
| ---------- | ------------------------------------------------------------ | --------------------------------------------- | ------- | ------ |
| Ateny 1906 | Karabin dowolny, trzy postawy, 300 m, drużynowo              | 4534 pkt. (druż.) 881 pkt. ind. (290–297–294) |         | [ 1 ]  |
| Ateny 1906 | Karabin dowolny, dowolna postawa, 300 m                      | 219 pkt.                                      | 11      | [ 3 ]  |
| Ateny 1906 | Karabin wojskowy, klęcząc lub stojąc, 300 m                  | 195 pkt.                                      | 15      | [ 4 ]  |
| Ateny 1906 | Karabin wojskowy, klęcząc lub stojąc, 200 m (Gras 1873-1874) | 175 pkt.                                      | 4       | [ 2 ]  |